# فرجينيا افيرا
فرجينيا افيرا (بالفرنسية: Virginie Efira) هي ممثلة ومضيفة تلفزيون بلجيكية فرنسية ، ولدت يوم 5 ماي 1977 في سكاربيك في إقليم بروكسل العاصمة.

## وصلات خارجية
- فرجينيا افيرا على موقع IMDb (الإنجليزية)
- فرجينيا افيرا على موقع روتن توميتوز (الإنجليزية)
- فرجينيا افيرا على موقع قاعدة بيانات الأفلام العربية
- فرجينيا افيرا على موقع ألو سيني (الفرنسية)
- فرجينيا افيرا على موقع أول موفي (الإنجليزية)
- فرجينيا افيرا على موقع قاعدة بيانات الأفلام السويدية (السويدية)
- فرجينيا افيرا على موقع قاعدة بيانات الفيلم (الإنجليزية)
- فرجينيا افيرا على موقع كينوبويسك (الروسية)